# 加賀美常美代
加賀美 常美代（かがみ とみよ、1954年 - ）は、日本の心理学者。元お茶の水女子大学教授、現、目白大学教授。

## 略歴
山梨県出身。
1977年慶應義塾大学文学部社会心理教育学科卒業。1992年同大学大学院社会学研究科修士課程修了。2005年東北大学大学院文学研究科後期博士課程修了。博士（文学）。

## 著書

### 単著
- 『多文化社会の葛藤解決と教育価値観』（ナカニシヤ出版、2007年）

### 共編著
- 『多文化共生論』（明石書店、2013年）
- 『アジア諸国の子ども・若者は日本をどのようにみているか』（明石書店、2013年）
- （瀬口郁子・箕口雅博・奥田純子共著）『阪神・淡路大震災における被災外国人学生の支援活動と心のケア』（ナカニシヤ出版、2000年）
- （横田雅弘・坪井健・工藤和宏共編）『多文化社会の偏見・差別』（明石書店、2012年）
- （徳井厚子・村井知明共編）『文化接触における場としてのダイナミズム』（明石書店、2016年）
- （大渕憲一監修）『紛争・暴力・公正の心理学』（北大路書房、2016年）